# Siyabonga Sangweni
Siyabonga Sangweni (Empangeni, KwaZulu-Natal, Sudáfrica, 29 de septiembre de 1981) es un exfutbolista sudafricano. Jugaba de defensa central y su último equipo fue el Orlando Pirates de la Premier Soccer League de Sudáfrica. Además, fue internacional con la selección de fútbol de Sudáfrica.
Es hermano del también futbolista, Thamsanqa Sangweni.

## Selección nacional

### Participaciones en Copas del Mundo
| Mundial                        | Sede      | Resultado    | Partidos | Goles |
| ------------------------------ | --------- | ------------ | -------- | ----- |
| Copa Mundial de Fútbol de 2010 | Sudáfrica | Primera fase | 0        | 0     |

## Clubes
| Club                      | País      | Año         |
| ------------------------- | --------- | ----------- |
| Uthukela                  | Sudáfrica | 2004 - 2005 |
| Lamontville Golden Arrows | Sudáfrica | 2005 - 2011 |
| Orlando Pirates           | Sudáfrica | 2011 - 2016 |

## Palmarés

### Campeonatos nacionales
| Título                  | Club            | País      | Año  |
| ----------------------- | --------------- | --------- | ---- |
| MTN 8                   | Golden Arrows   | Sudáfrica | 2009 |
| Premier Soccer League   | Orlando Pirates | Sudáfrica | 2011 |
| Carling Black Label Cup | Orlando Pirates | Sudáfrica | 2011 |
| MTN 8                   | Orlando Pirates | Sudáfrica | 2011 |
| Carling Black Label Cup | Orlando Pirates | Sudáfrica | 2013 |